# Europiella alpina
Europiella alpina is een wants uit de familie van de blindwantsen (Miridae). De soort werd het eerst wetenschappelijk beschreven door Odo Reuter in 1875.

## Uiterlijk
De redelijk langwerpig gevormde wants heeft als volwassen dier altijd volledige vleugels en kan 3,5 tot 4,5 mm lang worden. De pootjes hebben een lichtgele kleur met op de schenen zwarte stipjes en stekeltjes. De antennes zijn ook lichtgeel en hebben op het eerste segment twee donkere stippen. Het lichaam is witgeel of zelfs blauwachtig en is bedekt met rechtopstaande zwarte haartjes en liggende witte haartjes. De doorzichtige deel van de voorvleugels is grijsbruin met witte aders.

## Leefwijze
De wants overwintert als eitje en de wolwassen dieren worden gevonden langs akkerranden en vochtige wegbermen van juni tot september op muntsoorten zoals watermunt (Mentha aquatica) en
witte munt (Mentha suaveolens) of op steentijm (Clinopodium) en wolfspoot (Lycopus europaeus). Waarschijnlijk is er onder gunstige omstandigheden een tweede generatie per jaar.

## Leefgebied
De soort is in Nederland zeer zeldzaam en wordt alleen waargenomen in Midden- en Zuid-Limburg. Het verspreidingsgebied van de soort is Palearctisch en strekt zich uit van Europa tot het Midden-Oosten, de Kaukasus en Noordwest-China.